# Kao Challengers
Kao Challengers è un videogioco action adventure sviluppato da Tate Multimedia e pubblicato da Atari Europe nel 2005, esclusivamente su PlayStation Portable.
Il gioco è un remake migliorato di Kao the Kangaroo Round 2, uscito circa 2 anni prima in Polonia.

## Trama
Il gioco riprende la trama di Kao the Kangaroo Round 2.

## Modalità di gioco
Kao Challengers contiene 20 livelli suddivisi in 5 mondi con ognuno una differente ambientazione. Sono anche inclusi alcuni livelli bonus. I livelli sono abitati da oltre 30 tipi di nemici, con 7 stili di lotta differenti. Ogni nemico ha una personalità differente, che può essere riconosciuta dal modo in cui attacca e si difende. Kao può fare azioni quali volare, lanciare boomerang, coni e altri oggetti, nuotare e pattinare. Le cutscenes spiegano la storia del gioco con l'avanzamento del giocatore nei livelli, per aiutarli e guidarli nel completamento del gioco. Tra i veicoli che possono essere utilizzati figurano uno snowboard, una catapulta, un pellicano, un barile d'acqua e un motoscafo. È possibile anche giocare in modalità multigiocatore in cui i giocatori possono usare 15 differenti armi tra cui bombe, lanciafiamme e un magnete. Rispetto al gioco originale, sono stati aggiunti molti effetti speciali come il motion blur e l'alpha blending, per rendere il gioco graficamente godibile.

## Accoglienza
Il gioco ha ricevuto recensioni miste. GameRankings gli ha dato un punteggio del 56,12%, mentre Metacritic gli ha dato un voto di 57 su 100.